# Tidsgeografi
Tidsgeografi är ett ramverk eller ett synsätt för att förstå tidsliga och rumsliga processer, snarare än en teori i snäv mening. Tidsgeografin utvecklades av svenska kulturgeografer men har sedan 1970-talet fått internationell spridning. Tidsgeografi har tillämpats inom bland annat transportforskning, planering, geografi, ekologi och hälsovetenskap.

## Bakgrund

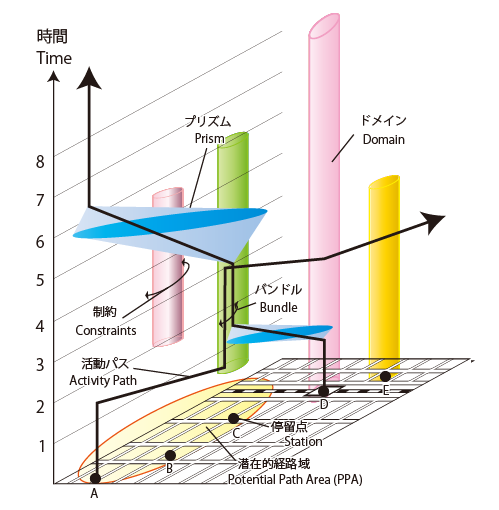
Exempel på tidsgeografisk notation, bland annat: tidrumkub, prisma, individbana och aktivitetsknippe.

Tidsgeografin utvecklades av Torsten Hägerstrand och hans kollegor vid Lunds universitet, bakgrunden till tidsgeografin finns i Hägerstrands tidiga forskning om migration.
Ett kännetecken för tidsgeografin är dess grafiska notation som beskriver dess centrala begrepp. Notationen används också för att exempelvis illustrera individers rörelser. Inom tidsgeografin är en metod för att fånga individens rörelser olika typer av tidsdagböcker.
I det tidsgeografiska synsättet är tid och rum sammankopplade i tidrummet. Centralt för tidsgeografin är hur individen rör sig genom tidrummet, hennes individbana eller trajektoria. Begreppet projekt beskriver aktiviteter som ofta kräver koordination mellan individer och/eller material. Konkurrens om utrymme i tidrummet gör att vissa projekt blir dominanta (medan andra kan haverera). Tidrummet präglas också av olika typer av restriktioner som begränsar vad som är möjligt. Till restriktionerna hör kapacitetsrestriktioner, kopplingsrestriktioner och styrningsrestriktioner. Kapacitetsrestriktionerna handlar om individens egna möjligheter. Kopplingsrestruktionerna berör samordning mellan individer och/eller material. Styrningsrestriktioner syftar på olika typer av kontroll och regelverk.
I senare arbeten valde Hägerstrand att använda begreppet all-ekologi och i hans sista bok, den postuma Tillvaroväven, strävar han efter en helhetssyn på vardagsliv och ekologi, med tidsgeografin som grund.

## Senare utveckling
Under 1980-talet behandlades tidsgeografin av bland andra sociologen Anthony Giddens och kulturgeograferna Allan Pred och Nigel Thrift. I Sverige uppmärksammades tidsgeografin av Johan Asplund i början av 1990-talet.

### Kritik
Tidsgeografin har kritiserades inledningsvis för att vara såväl mekanistisk som reduktionistisk, en kritik Hägerstrand menar avtog i takt med att förståelsen för synsättet växte. Det finns även en feministisk kritik av tidsgeografin. Samtidigt har tidsgeografiska perspektiv använts för att belysa inte minst kvinnors villkor.

## Läs mer
- Hägerstrand, T. Tillvaroväven. (2009). Red Ellegård, K. och Svedin, U.